# Paweł Wąsek
Paweł Wąsek (* 2. Juni 1999 in Cieszyn) ist ein polnischer Skispringer.

## Werdegang
Paweł Wąsek startet für den WSS Wisła. Er debütierte am 21. September 2014 in Szczyrk im FIS Cup, wobei er den 67. Platz belegte. In der Folge startete er regelmäßig bei weiteren Wettbewerben der Fédération Internationale de Ski, insbesondere aber im FIS Cup. Im Januar 2015 startete Wąsek beim Europäischen Olympischen Winter-Jugendfestival 2015 in Tschagguns und erreichte im Einzelwettbewerb den 42. Platz sowie im Teamwettbewerb mit Dominik Kastelik, Damian Skupień und Dawid Jarząbek den sechsten Platz.
Im Sommer 2016 gab Wąsek am 10. beziehungsweise 11. September im Rahmen zweier Wettbewerbe in Lillehammer sein Debüt im Skisprung-Continental-Cup. Hierbei erreichte er die Plätze 20 und 38, womit er auf Anhieb erste Wertungspunkte gewann. Am 2. Oktober 2016 gewann er in Râșnov erstmals ein Springen im FIS Cup. Bei den Nordischen Junioren-Skiweltmeisterschaften 2017 in Park City belegte Wąsek im Einzel den siebten, im Team zusammen mit Dominik Kastelik, Bartosz Czyż und Tomasz Pilch den fünften sowie im gemischten Team mit Kinga Rajda, Dawid Jarząbek und Anna Twardosz den siebten Platz. Den Gesamt-Continental-Cup der Saison 2016/17 schloss er auf dem 74. Rang ab.
Am 9. September 2017 startete er in Tschaikowski zum ersten Mal im Skisprung-Grand-Prix. Am darauffolgenden Tag erzielte er mit dem 27. Platz an gleicher Stelle seine einzigen Punkte im Skisprung-Grand-Prix 2017. Im Winter 2017/18 debütierte Paweł Wąsek am 28. Januar 2018 in Zakopane als Teil der nationalen Gruppe mit Platz 44 auch im Skisprung-Weltcup. In der darauffolgenden Woche nahm er an den Nordische Junioren-Skiweltmeisterschaften 2018 in Kandersteg teil, wo er Platz 22 im Einzelspringen belegte und dann mit Bartosz Czyż, Kacper Juroszek und Tomasz Pilch Fünfter im Mannschaftswettbewerb sowie mit Kinga Rajda, Joanna Kil und Tomasz Pilch Achter im Mixed-Team-Wettkampf wurde.
In der Saison 2018/19 startete Wąsek vorwiegend im Continental Cup, in dem er am 23. Februar 2019 als Zweiter in Brotterode seine erste Podiumsplatzierung erreichen konnte. Im Gesamt-Continental-Cup belegte er Rang 21. Am 20. Januar 2019 gewann er in Zakopane, wiederum als Teil der nationalen Gruppe, mit Platz 27 seine ersten Weltcuppunkte. Mit den vier dabei erzielten Punkten platzierte er sich als 67. im Gesamtweltcup der Weltcup-Saison 2018/19. Bei den Junioren-Skiweltmeisterschaften 2019 in Lahti wurde er Sechster im Einzel, an der Seite von Tomasz Pilch, Kacper Juroszek und Adam Niżnik Sechster im Team der Junioren und mit Kinga Rajda, Tomasz Pilch und Kamila Karpiel Neunter im gemischten Team.
Im Sommer-Continental-Cup 2019 gelang ihm am 17. August im tschechischen Frenštát pod Radhoštěm der erste Sieg in einem Continental-Cup-Springen. Dabei verwies er Rok Justin und Joakim Aune auf die Plätze zwei und drei. Auch im Skisprung-Grand-Prix 2019 verpasste er als Vierter in Hakuba nur knapp eine Podiumsplatzierung. In der Weltcup-Saison 2019/20, in deren Verlauf er mehrfach zum Einsatz kam, blieb er dann allerdings ohne Punkte. Bestes Ergebnis war ein 34. Platz in Râșnov. Dafür erreichte er als jeweils Zweiter in Brotterode und Iron Mountain sowie als Dritter in Lahti dreimal das Podest im Continental Cup, in dessen Gesamtwertung er sich abschließend als Zehnter platzierte.
Bei den polnischen Sommermeisterschaften 2020 in Szczyrk gewann Wąsek mit dem Team an der Seite von Piotr Żyła, Kacper Juroszek und Aleksander Zniszczoł seinen ersten nationalen Meistertitel für den WSS Wisła. Im darauffolgenden Winter trat er neben Einsätzen im Continental Cup 2020/21 auch vermehrt in den Wettbewerben der Weltcup-Saison 2020/21 an. Dabei erzielte er am 6. Dezember 2020 mit einem sechsten Rang in Nischni Tagil sein bis dahin bestes Resultat auf der höchsten Wettkampfebene. Es blieb in diesem Winter, den er als 45. im Gesamtweltcup abschloss, sein einziges Ergebnis unter den zehn Bestplatzierten im Weltcup. Im Gesamt-Continental-Cup erzielte er den 17. Rang.
Auch bei den polnischen Sommermeisterschaften 2021 in Zakopane wurde er polnischer Meister im Team, dieses Mal gemeinsam mit Aleksander Zniszczoł, Tomasz Pilch und Piotr Żyła, womit das Quartett des WSS Wisła den Titel aus dem Vorjahr verteidigte. Im Dezember 2021 gewann er bei den polnischen Meisterschaften im Winter auf dem Bronzerang auch seine erste nationale Medaille im Einzel. Nachdem der Skisprung-Weltcup 2021/22 im Dezember 2021 in Wisła Station gemacht hatte, rückte Wąsek für Stefan Hula in die polnische Weltcup-Mannschaft. Im Januar 2022 wurde er als einer von fünf männlichen Skispringern für das polnische Team bei den Olympischen Winterspielen 2022 in Peking nominiert.
Nach einem dortigen 21. Platz im Einzelwettbewerb von der Großschanze und einem sechsten Platz im Teamwettbewerb an der Seite von Piotr Żyła, Dawid Kubacki und Kamil Stoch nahm er auch an der Skiflug-Weltmeisterschaft 2022 in Vikersund teil. Dort belegte er den 25. Rang im Einzel. Im Teamfliegen kam er nicht zum Einsatz. Mit dem 43. Platz erreichte er sein bis dahin bestes Weltcup-Gesamtergebnis. Im Grand Prix 2022 erreichte er am 17. September in Râșnov mit einem zweiten Platz sowohl im Team mit Stefan Hula als auch im Einzel hinter Ren Nikaidō und vor Wladimir Sografski seine ersten beiden Podiumsplatzierungen.

## Erfolge

### Grand-Prix-Siege im Einzel
| Nr. | Datum              | Ort    | Typ           |
| --- | ------------------ | ------ | ------------- |
| 1.  | 21. September 2024 | Râșnov | Normalschanze |
| 2.  | 22. September 2024 | Râșnov | Normalschanze |

### Continental-Cup-Siege im Einzel
| Nr. | Datum           | Ort                    | Typ           |
| --- | --------------- | ---------------------- | ------------- |
| 1.  | 17. August 2019 | Frenštát pod Radhoštěm | Normalschanze |
| 2.  | 17. März 2024   | Zakopane               | Großschanze   |

## Statistik

### Weltcup-Platzierungen
| Saison  | Platz | Punkte |
| ------- | ----- | ------ |
| 2018/19 | 67.   | 004    |
| 2020/21 | 45.   | 062    |
| 2021/22 | 43.   | 061    |
| 2022/23 | 31.   | 190    |
| 2023/24 | 47.   | 042    |
| 2024/25 | 14.   | 612    |

### Vierschanzentournee-Platzierungen
| Saison  | Platz | Punkte |
| ------- | ----- | ------ |
| 2021/22 | 48.   | 0357,7 |
| 2022/23 | 22.   | 0820,7 |
| 2023/24 | 33.   | 0554,2 |
| 2024/25 | 08.   | 1109,3 |

### Grand-Prix-Platzierungen
| Saison | Platz | Punkte |
| ------ | ----- | ------ |
| 2017   | 81.   | 004    |
| 2019   | 31.   | 074    |
| 2020   | 18.   | 031    |
| 2021   | 51.   | 025    |
| 2022   | 04.   | 175    |
| 2023   | 67.   | 015    |
| 2024   | 01.   | 329    |

### Continental-Cup-Platzierungen
| Saison  | Sommer | Sommer | Winter | Winter | Gesamt | Gesamt |
| Saison  | Platz  | Punkte | Platz  | Punkte | Platz  | Punkte |
| ------- | ------ | ------ | ------ | ------ | ------ | ------ |
| 2016/17 | 083.   | 012    | 052.   | 095    | 074.   | 107    |
| 2017/18 | 084.   | 014    | 032.   | 205    | 044.   | 219    |
| 2018/19 | 031.   | 099    | 021.   | 345    | 021.   | 444    |
| 2019/20 | 012.   | 256    | 012.   | 363    | 010.   | 619    |
| 2020/21 | 015.   | 037    | 017.   | 297    | 015.   | 334    |
| 2021/22 | 059.   | 038    | –      | –      | 096.   | 038    |